# Historisches Doppelhaus (Lüderitz)
Das Historische Doppelhaus (englisch Two Historic Dwellings), auch bekannt als Residenzen in der Bergstraße (englisch Berg Street Residences), ist ein Doppelhaus in der namibischen Küstenstadt Lüderitz. Es ist seit dem 20. Dezember 1979 ein Nationales Denkmal Namibias.
Das Doppelhaus zählt zu den am besten erhaltenen Kolonialbauten aus Zeiten Deutsch-Südwestafrikas in Namibia. Beide Hausteile zeigen ähnliche Architekturmerkmale auf, darunter die Giebel und geschlossenen Veranden. Das Fundament besteht aus Naturstein, die Wände sind aus Zementsteinen errichtet. Böden und Fenster bestehen aus Holz.
Beide Hälften wurden 1909 von Hermann Metje für Edmund Troost errichtet. Architekt war Heinrich Ziegler.